# Boniface de Castellane (1788-1862)
Pour les articles homonymes, voir Boniface de Castellane et Castellane (homonymie).
Pour les autres membres de la famille, voir Famille de Castellane.
Boniface de Castellane-Novejean, 2e marquis de Castellane, né le 21 mars 1788 à Paris et mort le 16 septembre 1862 à Lyon, est un général français, maréchal de France et pair de France.

## Biographie

### Famille
Esprit Victor Élisabeth Boniface de Castellane-Novejean est le fils de Boniface de Castellane-Novejean (1758-1837), député aux états généraux de 1789, pair de France après la Restauration, et d'Adélaïde Louise Guyonne de Rohan-Chabot, de la famille de Rohan-Chabot de Jarnac.

### Premier Empire
Il entra au service le 2 décembre 1804, jour du couronnement de Napoléon Ier, comme soldat au 5e régiment d'infanterie légère. Gravissant un à un les échelons, il y obtient tous les grades inférieurs et devient sous-lieutenant au sein du 7e dragons le 10 février 1806.
Nommé sous-lieutenant,au 24e régiment de dragons le 24 février 1806, il participe à l’expédition de Naples en Italie, puis il intègre l'armée des Pyrénées, avant d'être aide de camp du général Mouton-Duvernet, qu'il suit en Espagne en 1808.
Il combat à Medina de Rioseco, à Gamonal et au siège de Burgos. Il est nommé Lieutenant aide de camp le 29 janvier 1808, et fait le service d'officier d'ordonnance de Napoléon Ier pendant son séjour en Espagne à cette époque.
L’Empereur ayant quitté l’Espagne le 23 janvier 1809, son état-major le rejoint bientôt en Allemagne. Le lieutenant Castellane assiste aux batailles d’Abensberg, d'Eckmühl, de Ratisbonne, d'Essling, de Wagram et aux autres combats de la campagne de 1809, et partout il se fit remarquer. C'est à Wagram qu'il est décoré. Il est ensuite chargé de missions importantes. Après celle qu'il remplit à Bayreuth, Napoléon Ier le nomme son « brave jeune homme », et le fait chevalier d’Empire avec une dotation de 2 000 francs.
Capitaine le 18 février 1810, Boniface de Castellane fait la première partie de la campagne de Russie comme aide de camp du général Mouton. Il est nommé chef de bataillon à Moscou le 3 octobre 1812 et aide de camp du général Narbonne. Il participe aux batailles de Vitebsk, de Smolensk, de la Moskowa, de Krasnoë, et au passage de la Bérézina.
Pendant la retraite, il sert dans l'escadron sacré chargé de la protection personnelle de l’Empereur : sa main droite fut gravement gelée.
Une trentaine des lettres qu'il écrivit à sa famille pendant cette campagne, en 1812, ont été vendues aux enchères publiques à Paris le 25 novembre 2010. Boniface de Castellane était célèbre pour son esprit mordant, sa causticité[réf. nécessaire].
D'après le tome 1 du Journal du maréchal de Castellane, épuisé par la campagne de Russie, il reste à Paris début 1813 (il est alors chef d'escadron), attrape la fièvre tierce en avril, est nommé colonel-major du 1er régiment des gardes d'honneur, le 21 juin 1813.

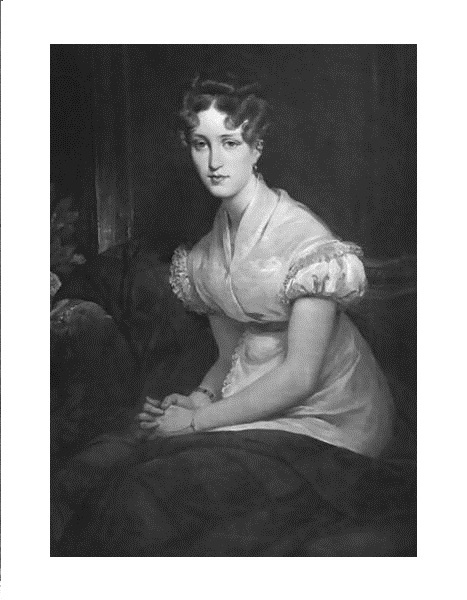
Cordélia de Castellane.

Le 26 mai 1813, il épouse à Paris Cordélia Greffulhe, fille du banquier Louis Greffulhe (1741-1810), dont il a quatre enfants (voir Descendance). Cordélia sera le grand amour du comte Molé avec qui elle vivra en faux ménage officiel à partir de 1827 (son mari, allant de garnison en garnison, n'est guère gênant) et tiendra un salon politique et littéraire fréquenté ; en 1824, elle est une des grandes passions de François-René de Chateaubriand, alors ministre des Affaires étrangères.
Toujours d'après ses propres mémoires, il commande ses uniformes le 16 juillet et entre en fonction seulement le 28 juillet à Versailles, mais sa blessure à la main n'est pas cicatrisée et la fièvre le reprend.
Il reçoit l'ordre de partir en poste pour Worms le 5 octobre 1813, mais il part seulement le 5 décembre et arrive à Worms le 12 décembre : il n'est pas engagé et part en mission à Deux-Ponts dès le 17 décembre et à Versailles le 24.
De janvier à mars 1814, il est en poste soit à Versailles, soit à Paris, avant de suivre, le 20 avril, le transfert à Tours du dépôt du 1er régiment de Gardes d'honneurs, mais le 5 avril, à la suite d'un contre-ordre, le dépôt est ramené à Paris.
Ainsi, il n'a participé aux campagnes de 1813 et 1814 que par une simple présence à Worms entre le 12 et le 17 décembre 1813.
En 1814, il est colonel à la suite et, après les Cent-Jours, est nommé colonel du régiment des hussards du Bas-Rhin, organisé à la place du 5e régiment de hussards (27 septembre 1815).

### La Restauration
Sous la Restauration, il s'installe à Provins dès le 20 décembre 1815 pour organiser son nouveau régiment qu'il commande avec beaucoup d'énergie : il en fait rapidement l'une des meilleures unités de cavalerie légère de la nouvelle armée royale. En 1822, il commande le régiment des hussards de la garde royale.
Il participe à l'expédition d'Espagne (1823), et se fait rappeler pour n'avoir pas voulu s'associer aux vengeances ultra-royalistes de Ferdinand VII d'Espagne. Il est néanmoins fait maréchal de camp en 1824. En 1825, il commanda une brigade de cavalerie à Barcelone, où il est cité honorablement, puis l'avant-garde de la division de Cadix, composée de quatre régiments et d'une batterie d'artillerie. Rappelé brusquement en 1827, il emporta les regrets des habitants de l'Andalousie.

### Après 1830
En 1829, il est chargé de l'inspection de sept régiments ; après la révolution de Juillet 1830, il inspecte dix régiments et dépôts d'infanterie et cinq de cavalerie ; en septembre 1831, il commande dans la Haute-Saône le département et une brigade de cavalerie.
Il fait la campagne des Dix-Jours et prend part au siège de la citadelle d'Anvers (1832) à la tête de la 1re brigade d'infanterie de la 2e division de l'armée du Nord.
Le 30 janvier 1833, il est nommé lieutenant général, et prend, la même année, le commandement de la 31e division militaire des Pyrénées-Orientales stationnée dans la citadelle de Perpignan : il y joint le commandement de la 21e division militaire en octobre 1835.
Il est nommé pair de France le 3 octobre 1837, et s'embarque pour Alger en décembre suivant. Il remplace le général Trézel à Bône et Constantine en 1837 mais, pour l'essentiel, occupe des postes d'inspecteur général. Il déploie à Bône où le maréchal Valée l'a envoyé, une grande activité et beaucoup de sagesse. Il reprend, sur sa demande, son ancien service dans les Pyrénées-Orientales, le 18 mars 1838.
Il crée un hôpital militaire, près des antiques sources thermales de « Banys d'Arles » à Fort-les-Bains, et en hommage à la reine Amélie, épouse de Louis-Philippe, propose ce prénom en 1840 et fonde ainsi Amélie-les-Bains.

### Après 1848, à Lyon et Sathonay

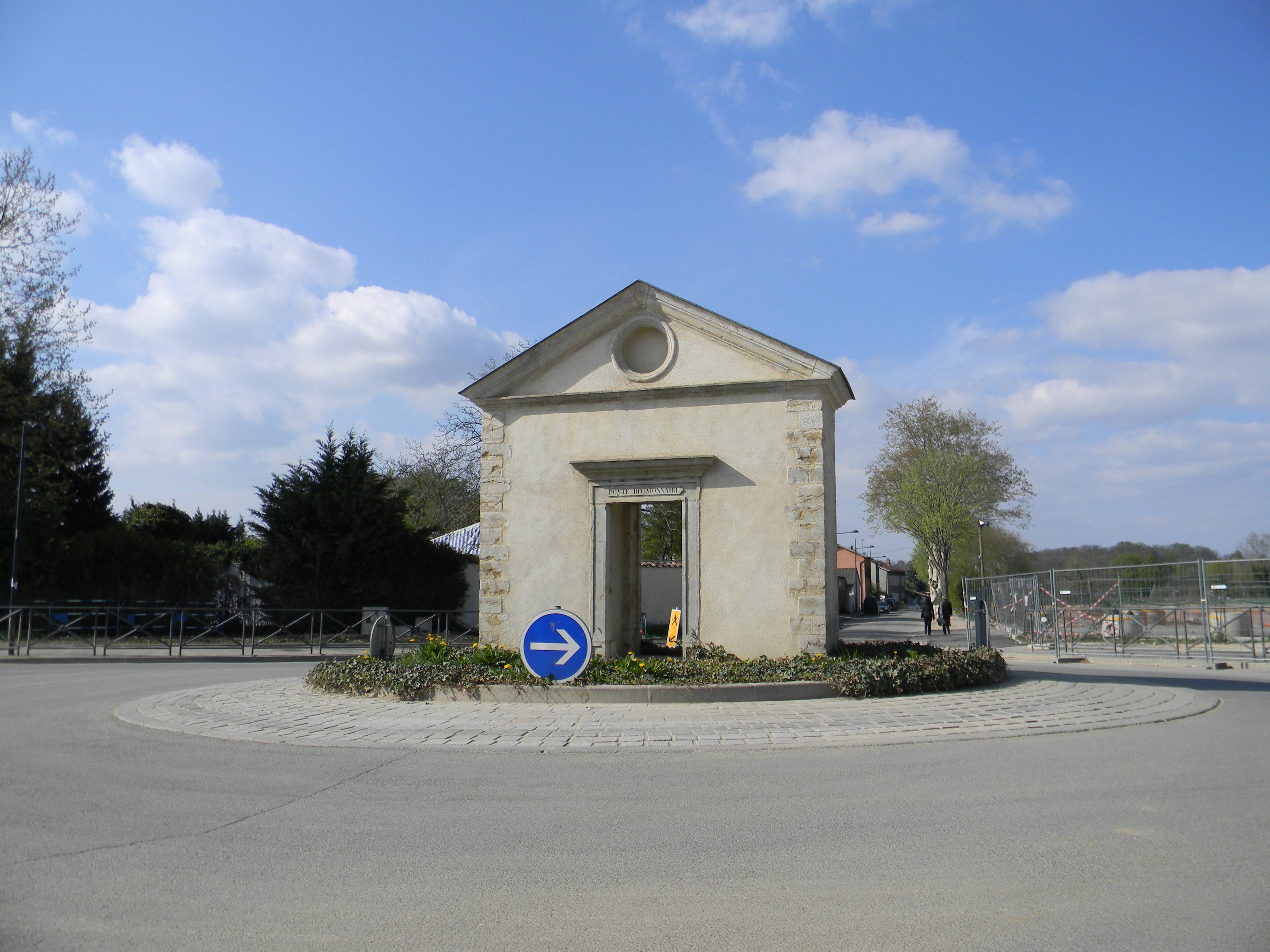
Ancien poste divisionnaire de 1877 du camp militaire de Sathonay-Camp.

Avant le 2 avril 1848 (le général Ordener lui succédant), il commande la 14e division militaire (de ce fait, il est membre honoraire de l'Académie de Rouen). Il est admis à la retraite pour n'avoir pas aussitôt reconnu le nouveau régime. Le 12 février 1850, le général de Castellane fut nommé au commandement de la 42e division militaire (Bordeaux) ; il reçut, en outre, le commandement supérieur des 44e et 45e divisions militaires dont les chefs-lieux sont Nantes et Rennes, en tout seize départements.
Il est ensuite commandant supérieur de la 6e division militaire (Lyon) en remplacement du général Gémeau. Il dirige la répression lors du coup d'État du 2 décembre 1851 de Louis-Napoléon Bonaparte.
En 1852, une épée d'honneur lui est offerte par la ville de Lyon, en remerciement de son rôle dans les journées de décembre 1851 (le concours pour la réalisation de la distinction est remporté par le sculpteur Guillaume Bonnet et Clair Tisseur).
Le 26 janvier 1852, il est nommé sénateur de Lyon et, le 2 décembre 1852, maréchal de France.
Lyon est doté d'une importante garnison et la création d'un camp à l'extérieur de la ville est une des préoccupations du maréchal. Il surveille tout particulièrement la population ouvrière de Lyon et des faubourgs : Vaise, la Guillotière et surtout la Croix-Rousse et ses canuts.
Son choix se porte sur plateau couvert de pâturages aux abords de Fontaines-sur-Saône et de Rillieux, au sud de la commune de Sathonay, alors dans le département de l'Ain. Les aménagements commencent en 1851. Les premières troupes s’y installent le 1er juin 1853.
Castellane est chargé du camp de Sathonay lorsque Jean-Marie Déguignet s'y entraîne en début 1855 pour partir à Sébastopol. Il inspire alors la crainte.
Le général comte de Castellane est titulaire de la Médaille militaire (13 juin 1852) en tant que commandant en chef, grand-croix de la Légion d'honneur (22 avril 1847), chevalier de Saint-Louis, grand-croix de l'Ordre de Charles III d'Espagne et commandeur de l'Ordre de Léopold.

### Décès

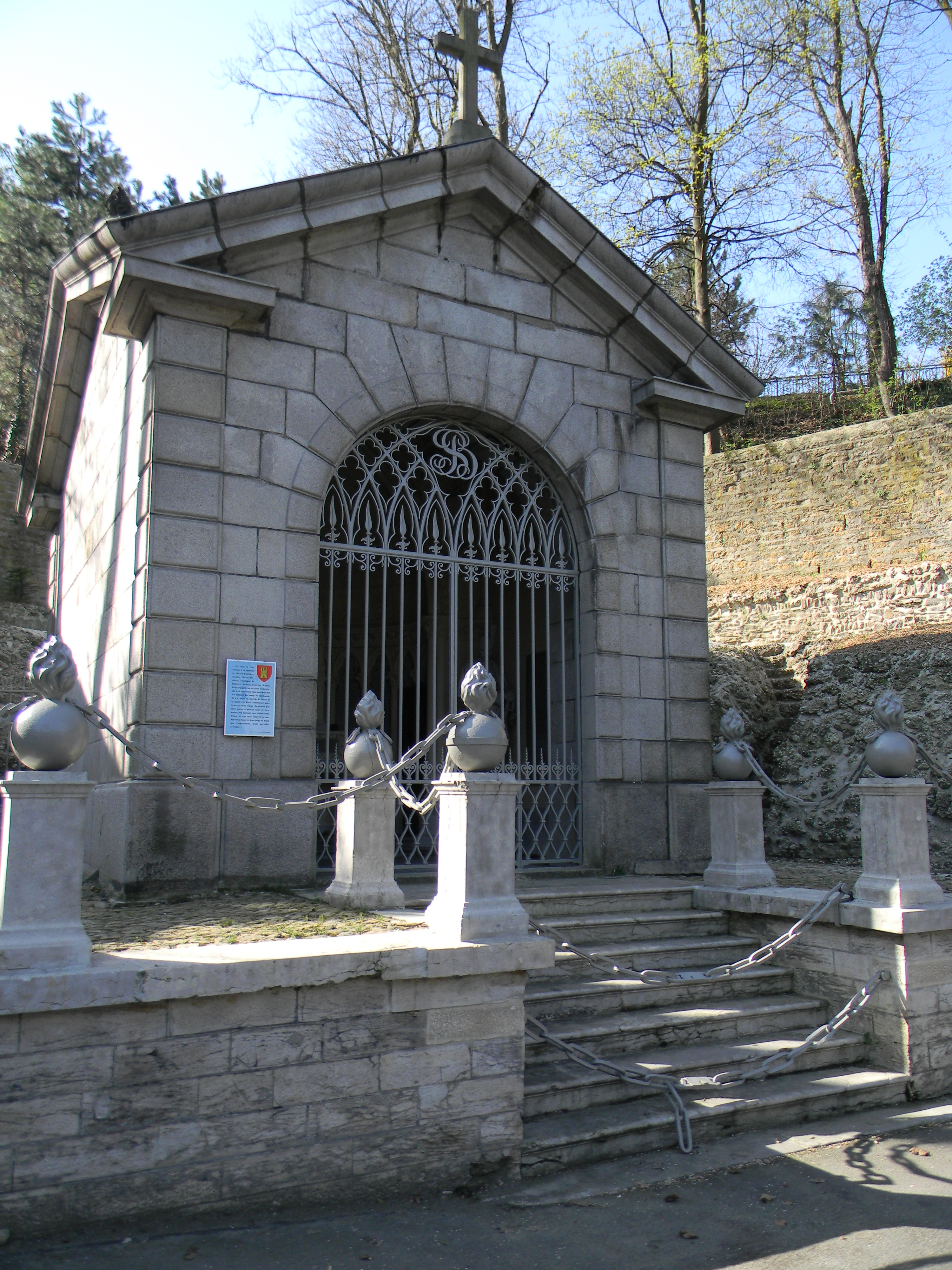
Tombeau à Caluire-et-Cuire.

Le maréchal meurt le 16 septembre 1862 à Lyon, à 74 ans. Selon ses vœux, il sera enterré dans la « chapelle Saint-Boniface », mausolée qu'il fit construire de son vivant le long d'une route reliant Caluire-et-Cuire à la rivière Saône portant son nom, la montée Castellane. À l'intérieur de ce tombeau, un dragon et un grenadier veillent sur une dalle portant l'inscription « Ci gît un soldat ».

## Distinctions
- Chevalier de l'ordre royal et militaire de Saint-Louis
- Grand-croix de la Légion d'honneur

## Descendance
Les enfants de Boniface de Castellane et de son épouse, Louise Cordélia Eucharis Greffulhe (sœur du banquier Jean-Henry-Louis Greffulhe), sont :
- Henri (1814-1847) ;
- Sophie (1818-1904), mariée à Henri, marquis de Contades, puis à Victor, comte de Beaulaincourt de Marles ;
- Pauline (1823-1895), qui épouse en 1861 Napoléon-Louis, duc de Talleyrand et de Valençay ;
- Pierre-Boniface (1826-1883), capitaine, puis consul en Grèce, Italie et Hongrie[13].

Henri (1814-1847) épouse en 1839 Pauline de Talleyrand-Périgord, dont il a Marie (1840-1915) et Antoine (1844-1917). Ce dernier épouse en 1866 Madeleine Le Clerc de Juigné ; ensemble, ils ont quatre fils, dont le célèbre dandy Boniface de Castellane qui est un des inspirateurs du baron de Charlus de Proust, et Jean.
Sophie, épouse en secondes noces du comte de Beaulaincourt, vécut très âgée et connut Proust qui en fit sa Mme de Villeparisis.

## Publications
Castellane a laissé un Journal  :
- Esprit Victor Élisabeth Boniface maréchal de Castellane et Ruth Charlotte Sophie comtesse de Beaulaincourt-Marles, Journal du maréchal de Castellane, 1804-1862 : 1804-1823, vol. 1, Plon Nourrit, 1895, 2e éd. (ISBN 978-0-543-96141-9, lire en ligne).

## Iconographie

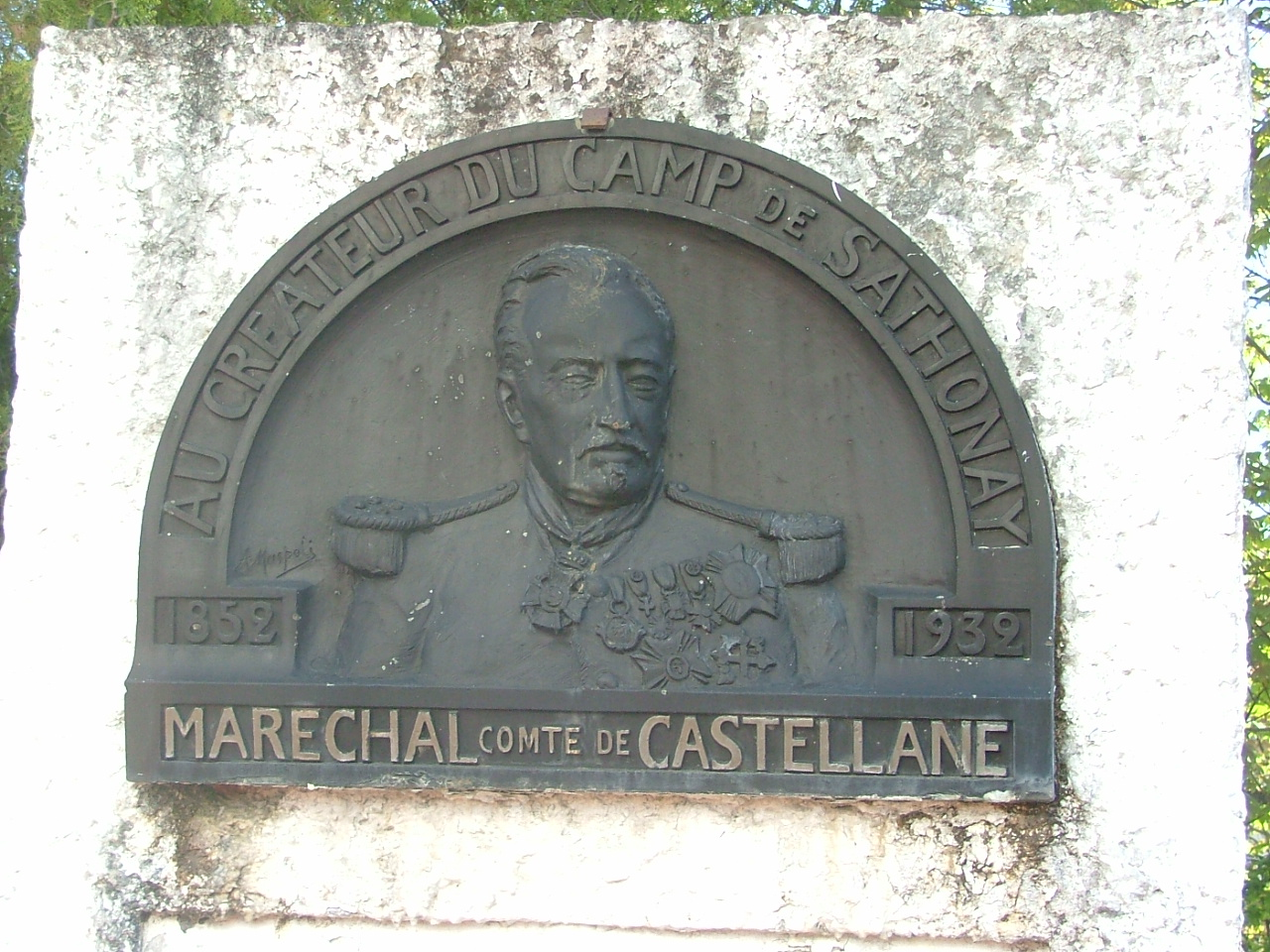
Le maréchal de Castellane, créateur du camp de Sathonay.

Une médaille à l'effigie de Boniface de Castellane a été exécutée par le graveur Jean Louis Michel Schmitt à Lyon en 1851. Deux exemplaires en sont conservés au musée Carnavalet (ND 201 et 202).
En 1933, à Sathonay-Camp (Rhône), Alexandre Maspoli réalise un bas relief en bronze destiné au monument du Maréchal de Castellane inauguré en 1934 et marquant l'entrée principale du camp créé par Castellane. Ce bronze a été descellé et volé en 2022.

## Armoiries
| Blason | Blasonnement : De gueules, à la tour donjonnée de 3 pièces d'or, maçonnée de sable, celle du milieu plus élevée. Commentaires : Comte et pair GCLH. |

## Hommages
En 1825, la rue de Castellane est percée dans le 8e arrondissement de Paris,.
Une spécialité culinaire de la région lyonnaise nommée « tablier de sapeur », originellement appelée « tablier de Gnafron » émanerait du maréchal,.